# 新潟県立湯沢高等学校
新潟県立湯沢高等学校（にいがたけんりつゆざわこうとうがっこう）とは、かつて新潟県南魚沼郡湯沢町に所在していた県立高等学校。六日町高校への併合に伴い2008年3月31日に閉校した。

## 概要
本校の前身は新潟県立六日町高校の湯沢分校である。前身を六高の分校とする高校は、本校の他に塩沢商工高校（塩沢分校）と八海高校（五日町分校）がある。
2008年に廃校になるまで、新潟県内の高等学校の中では最南端に位置する高等学校であった。
閉校後、校舎は取り壊され、敷地は2014年に新設される湯沢学園（湯沢認定こども園・湯沢町立湯沢小学校・湯沢町立湯沢中学校）の校地に転用された。
2014年以後の現在は湯沢学園の校舎が所在している。

### 教育目標
- 自律･忍耐、明朗･誠実、敬愛･協和

### 校歌
- 作詞：高野喜久雄・作曲：細矢禊

## 沿革

### 年表
湯沢分校時代
- 1948年（昭和23年）5月1日 - 新潟県立六日町高等学校定時制課程湯沢分校として設置認可[1]。
- 1949年（昭和24年）5月20日 - 入学試験実施。初年度入学者28名。
- 同年6月17日 - 開校式及び入学式。湯沢村立湯沢小学校/湯沢村立湯沢中学校の校舎に間借りして1学級で授業開始（登校日は週に昼2日・夜1日）。
- 1953年（昭和28年）11月1日 - 湯沢中学校の西側に独立校舎設置[2]。木造二階建て、三教室+一特別教室。
- 1955年（昭和30年） - 町村合併（湯沢町発足）を受けて、教育設備充実を求めた請願書が生徒会、教職員からそれぞれ町に提出される。
- 1958年（昭和33年） - 10周年。六日町高等学校長・PTA会長・定時制主事並びに分校主任の連名で、設備充実を訴える陳情が町に行われた。
- 1963年（昭和38年） - 上越線複線化工事の影響等もあり、分校の新築と移転の陳情が再び行われる。
- 1973年（昭和48年） - 郡内の自治体首長及び各中学校長が集まって「湯沢分校全日制移行期成同盟会」を結成。県に対して働きかけを行った結果、翌年から全日制に移行が決定。決定を受けて入学志願者が急増（2.26倍）。
- 1974年（昭和49年）4月1日 - 全日制課程に移行。入学者増に対してプレハブの仮校舎で対応するなどしたが、新幹線工事が始まったことなども含めて、独立を目指して全日制移行期成同盟会がそのまま「独立期成同盟会」に改められた。
- 1976年（昭和51年） - この年の県教育委員会の重点施策であった「分校教育の整備充実」と、同盟会による県への働きかけが一致し、湯沢中学校（湯沢町大字神立）の隣接地に新校舎の建設が決定。
- 1977年（昭和52年）6月10日 - 校舎第一期工事完了・移転。岩原仮停車場（現・岩原スキー場前駅）に通学電車の停車が始まる。
- 同年12月19日 - 新潟県議会で正式に独立・設置が決定。

湯沢高校時代
- 1978年（昭和53年）1月1日 - 新潟県立湯沢高等学校として設立公示、発足。
- 同年4月1日 - 開校。
- 同年4月8日 - 第1回入学式（入学許可者144名）。
- 同年10月24日 - 校旗樹立並びに校歌発表会。
- 同年11月9日 - 開校記念式典。
- 1979年（昭和54年）2月1日 - 体育館落成記念体操模範演技発表会。東海大学、東京女子体育大学選手一同による。
- 同年3月2日 - 第一回卒業式（卒業生105名）。
- 同年3月31日 - 校舎第二期工事完成。
- 1988年（昭和63年）11月5日 - 10周年記念式典。記念公演は椎名誠。
- 1997年（平成9年）11月8日 - 20周年記念式典。記念公演はアントン・ウィッキー。
- 2003年（平成15年） - この年の入学生より2学級となる。
- 2006年（平成18年）4月1日 - 生徒数減少により六日町高校へ統合、募集停止となる。
- 2007年（平成19年）6月4日 - 閉校記念植樹事業（湯沢町土樽旭原）。
- 同年9月25日 - 閉校記念プレート除幕式。
- 同年10月27日 - 閉校記念式典・惜別の会。
- 2008年（平成20年）3月4日 - 最後の卒業式。
- 同年3月31日 - 閉校。跡地には湯沢学園が建設された。

## 学校行事（2007年度）
- 5月 中間考査
- 6月 体育祭
- 7月 期末考査、クラスマッチ
- 10月 中間考査
- 11月 雪渓祭（文化祭）
- 12月 期末考査、クラスマッチ
- 1月 学年末考査
- 3月 卒業式

## 部活動
- スキー部
- 野球部
- サッカー部
- 陸上部
- バスケットボール部
- テニス部
- バドミントン部
- 美術部
- 写真部
- 茶道部
- 音楽部
- 家庭部
- マイコン部

## ギャラリー

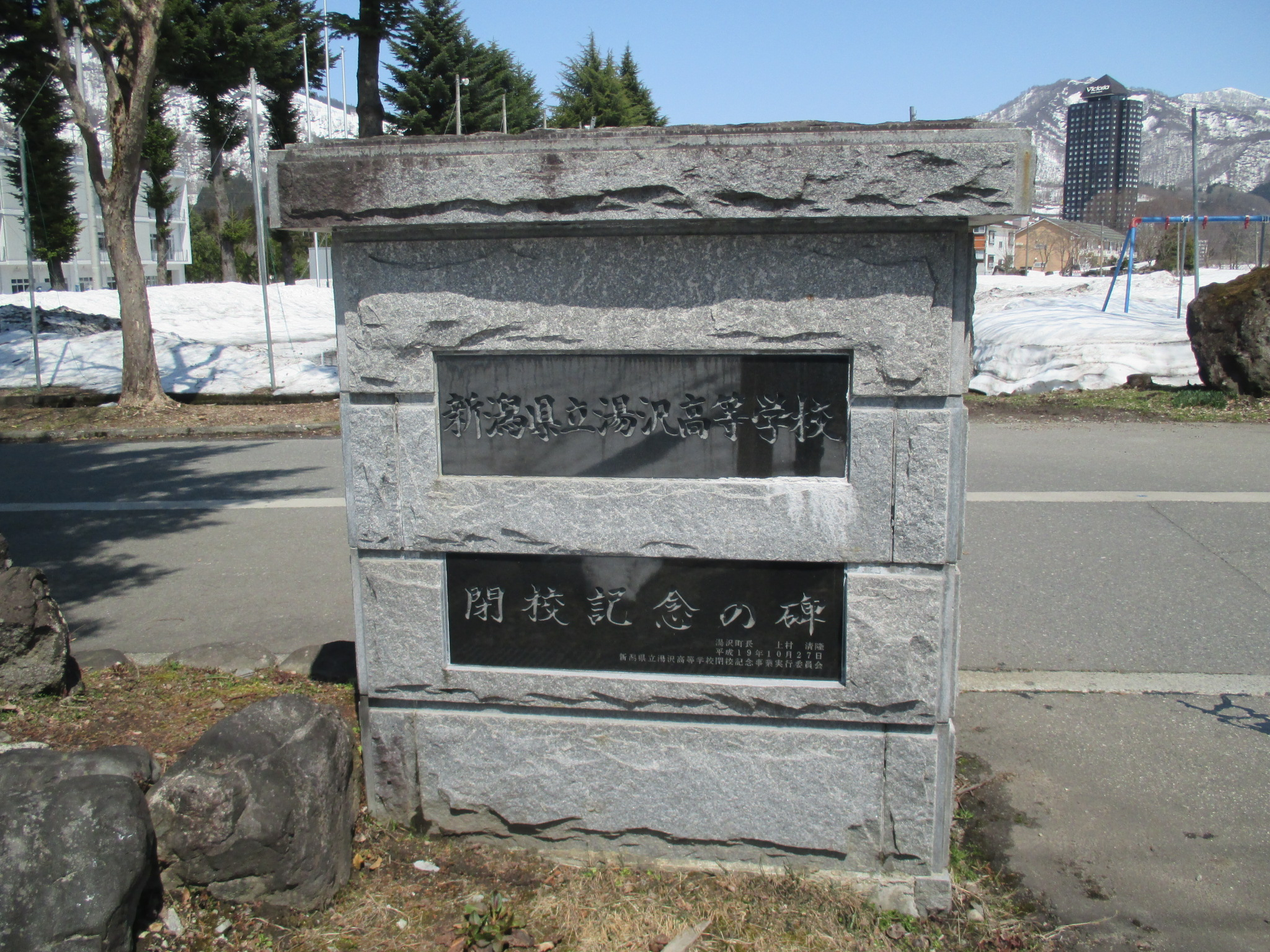
閉校記念の碑

## 著名な出身者
- 小野塚彩那 - フリースタイルスキー・ハーフパイプ選手、ソチオリンピック銅メダリスト
- 下山研朗 - フリースタイルスキー選手、ソルトレイクシティオリンピック出場

## 交通・アクセス方法
- JR東日本（上越線）岩原スキー場前駅より徒歩：約15分

## その他
1984年に公開された薬師丸ひろ子主演の角川映画『Wの悲劇』で、世良公則が演じた不動産屋・森口の出身高校は湯沢高校とされた。
しげの秀一による漫画『トンネルぬけたらスカイ☆ブルー』では主人公たちの通う高校のモデルとなっている。